# Malleostemon hursthousei
Malleostemon hursthousei är en myrtenväxtart som först beskrevs av William Vincent Fitzgerald, och fick sitt nu gällande namn av John William Green. Malleostemon hursthousei ingår i släktet Malleostemon och familjen myrtenväxter. Inga underarter finns listade i Catalogue of Life.